# San Giorgio di Lomellina
San Giorgio di Lomellina est une commune italienne de la province de Pavie, dans la région Lombardie. Elle se trouve au centre de la Lomelline, dans une plaine près du torrent Arbogna.
Le symbole de cette commune est le clocher de l'église paroissiale, terminé en 1767 et visible à une très grande distance grâce à ses 76 mètres de hauteur.

## Histoire
San Giorgio naquit probablement comme dépendance d'un monastère bénédictin voisin. Cette commune était la seule dotée d'un château et devint rapidement le centre le plus important de la zone.

## Administration
| Période                                  | Période | Identité | Étiquette | Qualité |
| ---------------------------------------- | ------- | -------- | --------- | ------- |
|                                          |         |          |           |         |
| Les données manquantes sont à compléter. |         |          |           |         |

### Communes limitrophes
Cergnago, Lomello, Ottobiano, Tromello, Velezzo Lomellina.